# Шуберт, Юлиус (футболист)
Юлиус Шуберт (чеш. Július Schubert; венг. Schubert Gyula; 12 декабря 1922, Будапешт — 4 мая 1949, Суперга) — венгерский и чехословацкий футболист, полузащитник. Чемпион Италии.
Вместе с партнерами по клубу «Торино» погиб в авиационной катастрофе на горе Суперга 4 мая 1949 года.

## Клубная карьера
Начинал играть в футбол в венгерских командах. В 1944—1945 годах играл за будапештский клуб «Ганз» вместе с Ладиславом Кубалой. В 1945 году перешёл в будапештский «Кобаняи Баратсаг», в весеннем сезоне-1945 играл во втором дивизионе, а в сезоне 1945/46 выступал в высшем дивизионе и забил 31 мяч в 29 матчах, но не смог помочь команде удержаться в лиге.
В 1946 году перешёл в братиславский «Слован», игравший в чемпионате Чехословакии. В сезоне 1946/47 Шуберт забил 9 голов в чемпионате, его партнёрами по линии атаки были Ладислав Кубала и Юлиус Коростелев, а команда финишировала на шестом месте. В сезоне 1947/48 клуб выиграл бронзовые медали, а Шуберт с 11-ю голами стал вторым бомбардиром клуба, уступив Гейзе Шиманскому (16 голов).
В 1948 году перешёл в сильнейший на то время итальянского клуба «Торино», за который успел сыграть лишь пять матчей в национальном чемпионате.
Свой единственный титул чемпиона Италии в сезоне 1948-49 Шуберт получил уже посмертно — 4 мая 1949 года команда погибла в авиакатастрофе на горе Суперга близ Турина. До конца первенства оставалось 4 тура, «Торино» возглавлял турнирную таблицу, и все погибшие игроки клуба посмертно получили чемпионский титул после того, как игроки молодежной команды клуба, которые доигрывали сезон в Серии A, выиграли во всех четырёх последних матчах первенства. Их соперники («Дженоа», «Палермо», «Сампдория» и «Фиорентина») в этих матчах из уважения к погибшим чемпионам также выставляли на поле молодёжные составы своих клубов.

## Выступления за сборную
23 мая 1948 года дебютировал в официальных матчах в составе национальной сборной Чехословакии в игре против Венгрии и на 81-й минуте матча забил гол престижа, чехословаки уступили 1:2. Всего провёл в форме главной команды страны два матча.

## Титулы и достижения
- Чемпион Италии (1): 1949